# Intervenția militară a Turciei în Afrin (ianuarie 2018–prezent)
Pe 19 ianuarie 2018, Armata Turciei a declanșat o nouă intervenție în Siria, codificată Operațiunea „Ramura de măslin” (în turcă Zeytin Dalı Harekâtı). Intervenția reprezintă o ofensivă împotriva pozițiilor Forțelor Democratice Siriene (FDS) din jurul orașului Afrin, având drept fază finală un asalt spre Manbij. Turcia a mai afirmat că ofensiva este îndreptată și împotriva Statului Islamic (SIIL), deși SIIL nu există în Afrin. Afrin și zona înconjurătoare sunt revendicate de Federația Democratică a Siriei de Nord drept Regiunea Afrin. Operațiunea „Ramura de măslin” este prima ingerință majoră turcă în Siria după intervenția din august 2016-martie 2017.
Tot pe 19 ianuarie, președintele turc Recep Tayyip Erdoğan a declarat că operațiunea din Afrin va fi urmată de un avans spre orașul nordic Manbij, pe care forțele kurde sprijinite de Statele Unite l-au capturat de la Statul Islamic în 2016. Generali americani au replicat că vor răspunde „agresiv” dacă vor fi provocați în acest mod. YPG au anunțat că vor proteja populația din Afrin și că se vor opune armatei turce. Zeci de civili au fost uciși și cel puțin 5.000 de civili au devenit refugiați de la începerea operațiunii.
În Turcia au avut loc demonstrații atât în favoarea, cât și împotriva operațiunii militare. Președintele Erdoğan a amenințat că cei care vor protesta împotriva ofensivei vor plăti „un preț greu”. Zeci de jurnaliști și sute de utilizatori ai rețelelor sociale au fost arestați pentru criticarea operațiunii.
Între 295 și 510 civili au fost uciși și cel puțin 150.000 de civili s-au refugiat de la începerea operațiunii turce.
Conform Reuters, dacă Turcia și aliații săi vor controla regiunea Afrin, vor putea astfel uni două zone deținute de rebelii antiguvernamentali în nord-vestul Siriei, dând astfel un nou impuls forțelor care se opun militar guvernului președintelui Bashar al-Assad.

## Context
Turcia luptă de decenii în regiunile sale de sud-est împotriva Partidului Muncitorilor din Kurdistan (PKK). Se estimează că acest conflict a costat viața a 40.000 de persoane. Guvernul turc a declarat în mod public faptul că nu recunoaște nici o diferență între forțele kurde siriene YPG și PKK, considerându-le două organizații teroriste. În timp ce Statele Unite și mai multe state occidentale au desemnat și ele PKK drept o organizație teroristă, poziția guvernului american este că YPG nu se încadrează în această categorie, iar acest lucru a devenit o sursă de conflict între cei doi aliați NATO. În ciuda acestui fapt, CIA a numit PYD „aripa siriană” a PKK în anuarul său World Factbook, pe 23 ianuarie 2018.
Ofensiva Turciei în Afrin a fost concepută pe fondul tensiunilor crescânde dintre guvernele turc și american pe tema sprijinului pe care Statele Unite îl acordă Forțelor Democratice Siriene, constituite în special din luptători kurzi ai YPG. În particular, Turcia a obiectat contra planurilor anunțate de Statele Unite de a antrena și echipa o forță de grăniceri constituită din 30.000 de membri ai FDS, despre care Turcia a afirmat că ar constitui o amenințare directă la adresa sa. Într-un discurs ținut la Ankara, președintele turc Recep Tayyip Erdoğan a spus că „O țară pe care o numim aliată insistă să formeze o armată a terorii la granițele noastre”. „Ce altceva poate ținti o armată a terorii decât Turcia? Misiunea noastră e să o sugrumăm încă din fașă.”
În zilele anterioare ofensivei, forțele turce au schimbat focuri de artilerie cu milițiile YPG de-a lungul frontierei turco-siriene, în zona Afrin. Agenția națională turcă de știri Anadolu a raportat că observatorii militari ruși din regiunea Afrin au început să fie retrași pe 19 ianuarie 2018, în anticiparea ofensivei turce împotriva pozițiilor YPG din Afrin.
Pe 21 ianuarie, președintele Erdoğan a amenințat că oricine în Turcia va protesta împotriva ofensivei va plăti „un preț greu”, adăugând: „Țineți minte că oriunde mergeți pe stradă forțele noastre de securitate sunt la gâtul vostru”.
Pe 12 februarie, Ministerul de Interne al Turciei l-a adăugat pe fostul co-lider al PYD Salih Muslim Muhammad, împreună cu alte nume, pe lista sa de „teroriști căutați”, și a oferit bani pentru informații privind locul unde se află acesta. Pe 25 februarie, Salih Muslim a fost arestat la Praga, la solicitarea Turciei. Viceprim-ministrul turc Bekir Bozdağ a declarat că Turcia dorește extrădarea lui Muslim. Pe 27 ianuarie, Tribunalul Municipal din Praga l-a eliberat pe Muslim din arest, pe baza promisiunii acestuia că nu va părăsi teritoriul Uniunii Europene și se va prezenta în cazul unor eventuale noi audieri. Mevlüt Çavușoğlu, ministrul turc al Afacerilor Externe, a condamnat decizia tribunalului ceh, considerând că „echivalează foarte clar cu susținerea grupărilor teroriste”, iar Bekir Bozdağ a amenințat că ea va avea un impact negativ în relația Turciei cu Cehia.

## Ofensiva

### Avansul inițial al forțelor pro-turce

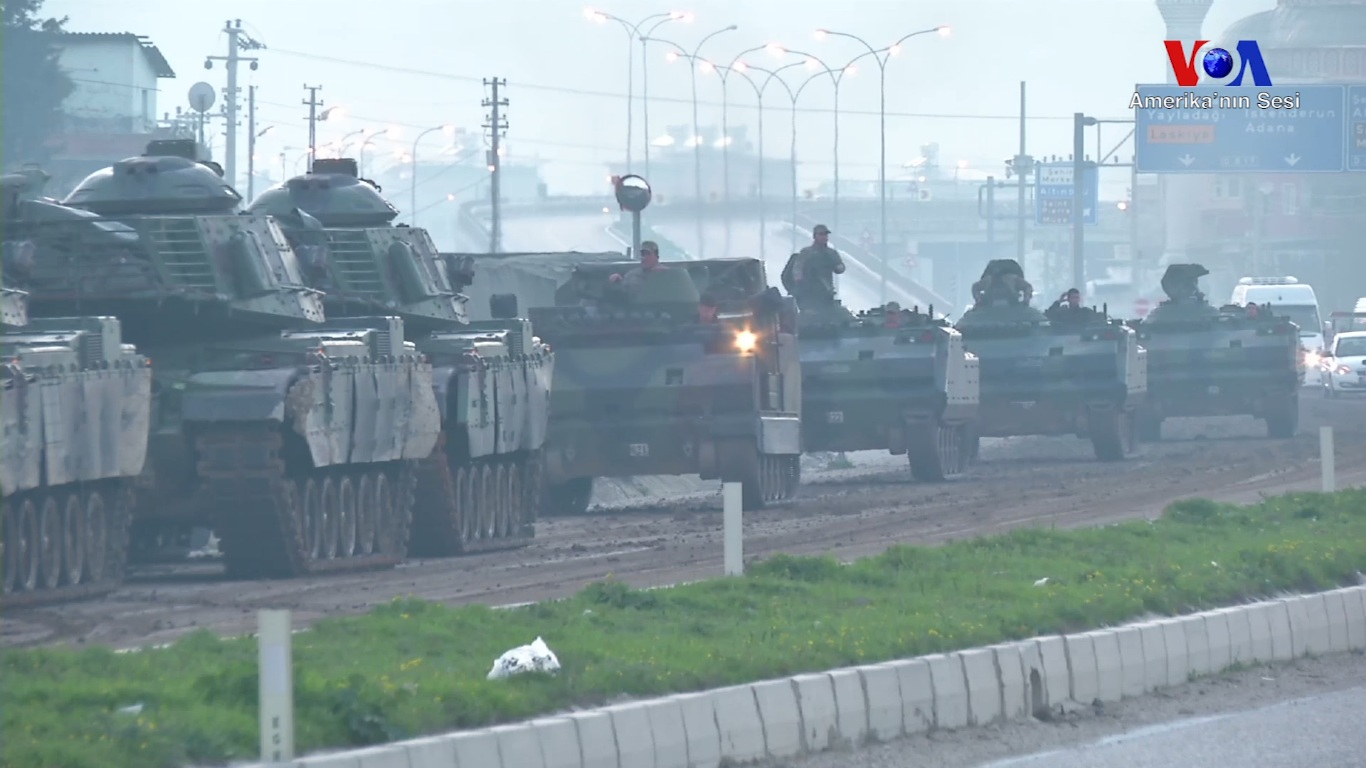
Tancuri ale Forțelor Terestre Turce în drum spre Afrin.

Guvernul Turciei a anunțat începerea ofensivei pe 19 ianuarie 2018, Ministrul Apărării Naționale a Turciei, Nurettin Canikli, declarând că „operațiunea a început de fapt cu tiruri de artilerie peste frontieră”. El a adăugat că nici un militar nu a traversat frontiera în Afrin. Turcia și-a intensificat ulterior tirurile de artilerie, Unitățile de Apărare a Poporului (YPG) afirmând că 70 de obuze au fost trase în timpul nopții. După zile de baraje de artilerie, bombardiere turce au efectuat raiduri, pe 20 ianuarie 2018, împotriva pozițiilor deținute de grupările kurde ale PYD și YPG în regiunea de frontieră. S-a raportat că cel puțin 72 de avioane au fost implicate în operațiune.
Statul Major General al Armatei Turciei a anunțat într-o declarație publicată pe site-ul său oficial că obiectivul operațiunii este de a „restabili securitatea și stabilitatea la frontierele noastre și în regiune, de a elimina teroriștii PKK/KCK/PYD-YPG și SIIL”.
Observatorul Sirian pentru Drepturile Omului (OSDO) a declarat că 14 persoane internate într-un spital psihiatric au fost rănite în urma tirurilor de artilerie ale Forțelor Democratice Siriene. Mass-media turcă a raportat că 20 de autobuze, transportând rebeli sprijiniți de Turcia ai opoziției siriene, au intrat în Siria prin punctul de trecere a frontierei de la Öncüpınar. Un fotograf AFP a afirmat că 30 de autobuze cu luptători sirieni au traversat de asemenea punctul de trecere a frontierei Cilvegözü.

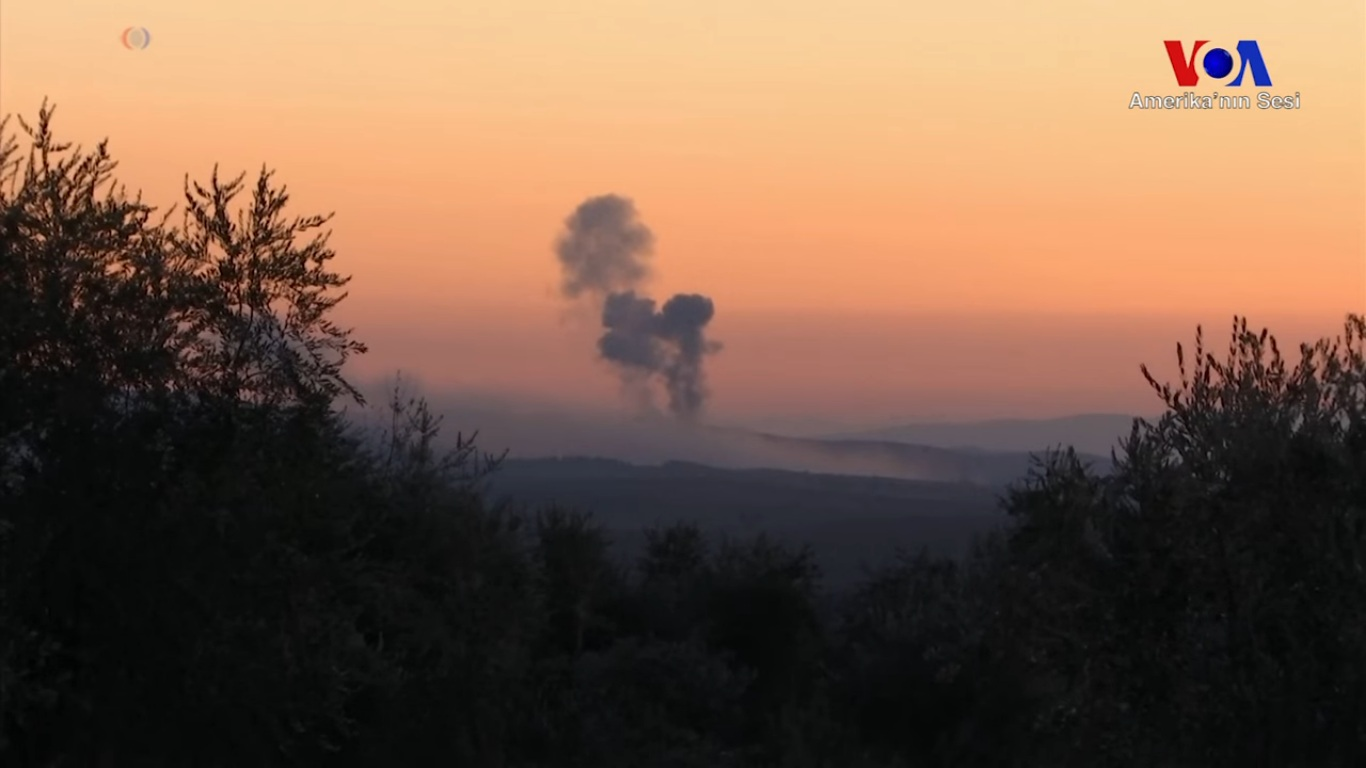
Forțele Aeriene Turce bombardează poziții ale YPG și YPJ.

Pe 20 ianuarie, Turcia a anunțat că raidurile sale aeriene au lovit peste 150 de ținte din Afrin.
Conform surselor pro-FDS, luptătorii Armatei Revoluționarilor din cantonul al-Shahba au produs pierderi grele milițiilor pro-turce din Armata Siriană Liberă, ucigând 4 militanți și rănind alți 5, drept răspuns la recentele tiruri de mortiere trase la întâmplare împotriva locuințelor populației. Ulterior, s-a raportat că trei rachete trase din Siria de luptătorii kurzi ar fi lovit patru puncte din două așezări în provincia turcă Kilis. Agenția Anadolu, citându-l pe guvernatorul provinciei, Mehmet Tekinarslan, a informat că trei persoane ar fi fost rănite în acest atac. FDS au negat tirurile de rachetă, considerându-le o provocare turcă.
Pe 21 ianuarie 2018, mass-media de stat turcă a raportat că trupele terestre turce au traversat frontiera și au intrat în Afrin. În cursul zilei, Agenția Anadolu a informat că luptători pro-turci ai Armatei Siriene Libere au avansat în cursul dimineții către Afrin. YPG au confirmat avansul, precizând că două sate de la frontiera cu Turcia au fost atacate. Conform Anadolu, trupele turce, însoțite de rebeli sirieni pro-turci, avansaseră deja 5 km pe teritoriul sirian. Nouri Mahmoudi, purtător de cuvânt al YPG, a respins însă informația, afirmând că gruparea a reușit să respingă trupele turce și că acestea au fost „forțate să bată în retragere”.
Pe 22 ianuarie, OSDO a informat că trupele turce s-au ciocnit cu milițiile kurde la frontierele de nord și vest ale regiunii Afrin, apoi au intrat în localitățile Shankal și Adah Manli din vest. Tot pe 22 ianuarie 2018, forțele turce au anunțat și ele capturarea a șapte localități, Shankal, Qorne, Bali, Adah Manli și zonele rurale Kita, Kordo și Bibno, deși ulterior YPG au recapturat două. Armata turcă a susținut că a preluat controlul a 11 poziții deținute anterior de kurzii sirieni și că a creat „zone sigure”. În aceeași zi, s-a anunțat că primul soldat turc a fost ucis în luptele desfășurate la sud-est de orașul de frontieră Gülbaba.

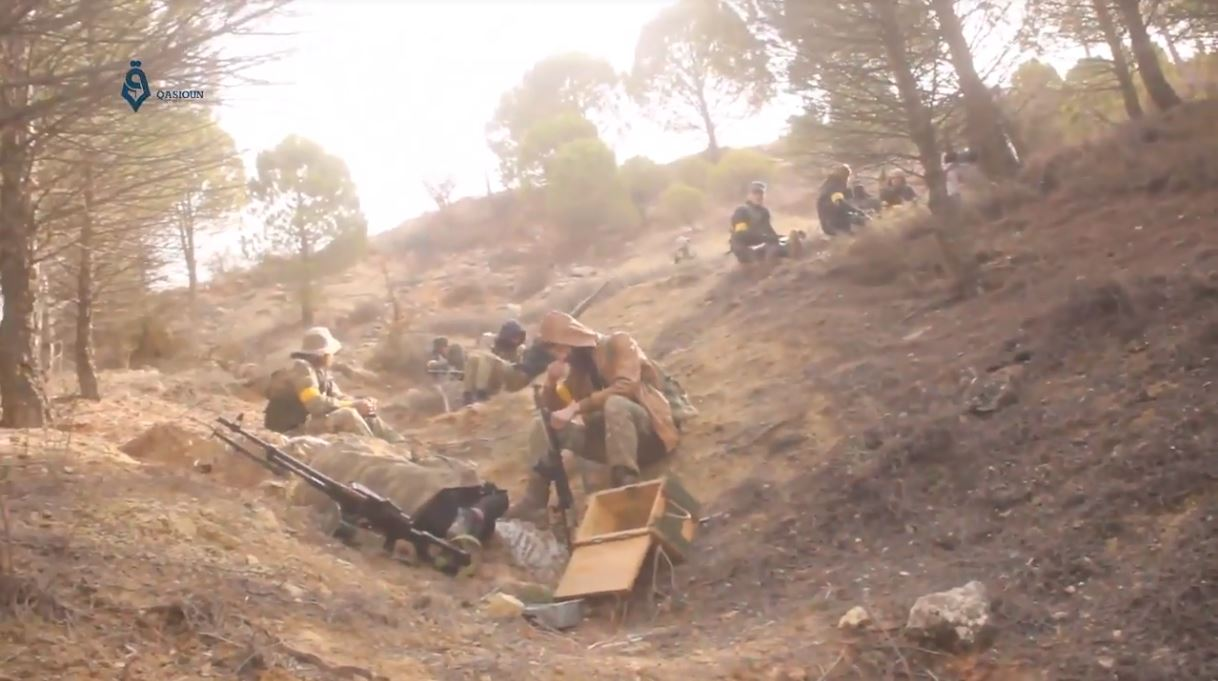
Luptători ai ASL pro-turce se odihnesc în timpul avansului în Regiunea Afrin.

Tot pe 22 ianuarie, Agenția Anadolu a făcut public faptul că forțele turce au deschis un al doilea front spre Afrin, dinspre orașul Azaz, cu scopul de a presa YPG din două direcții, est și vest.
Pe 23 ianuarie, câștigurile teritoriale ale forțelor pro-turce erau încă „limitate”. Fiecare tabără a susținut că i-a produs numeroase victime celeilalte, kurzii reclamând inclusiv uciderea unui comandant de rang înalt al ASL pro-turce în timpul luptelor pentru câteva poziții strategice de la frontieră. În același timp, circa 5.000 de civili au fugit din calea avansului forțelor turce, stabilindu-se temporar în zonele centrale ale Regiunii.
Pe 24 ianuarie, președintele turc Erdoğan a reafirmat intenția țării sale de a ataca și regiunea Manbij. FDS au replicat că sunt „pregătite să răspundă oricărui atac turc”. Tot pe 24 ianuarie, Erdoğan a cerut Statelor Unite să stopeze furnizarea de armament grupării kurde.
Spre deosebire de Afrin, în Manbij sunt staționați militari americani care instruiesc forțele kurde, însă președintele Erdoğan a anunțat că Turcia va ataca regiunea în ciuda riscului de confruntare între trupele țării sale și cele americane. Într-o convorbire telefonică avută cu președintele turc pe 24 ianuarie, președintele american Donald Trump a făcut apel la Turcia „să acționeze cu grijă și să evite orice acțiuni care ar putea risca un conflict între trupele turce și cele americane”. Pe 25 ianuarie, vicepremierul Bekir Bozdağ a declarat la Ankara, cu referire la Statele Unite, că „cei care sprijină organizația teroristă vor deveni o țintă în această bătălie”.
Pe 25 ianuarie, autoritățile kurde din Regiunea Afrin au făcut apel la statul sirian „să-și îndeplinească obligațiile suverane față de Afrin și să-și protejeze frontiera cu Turcia de atacurile ocupantului turc ... și să desfășoare forțele armate siriene pentru a securiza frontierele regiunii Afrin”. Până pe 25 ianuarie, avansul armatei turce și al milițiilor sprijinite de Turcia a fost limitat, îngreunat de ploaie și de nori, care au redus posibilitatea sprijinului aerian. În ciuda avansului limitat, bombardamentele turce și luptele grele au obligat mii de civili să-și părăsească locuințele. Pe 25 ianuarie, un director al spitalului din Afrin a declarat BBC News că 40 de civili au fost uciși și alți 128 răniți. Populația din Afrin se temea de asemenea că orașul, până atunci unul sigur și secular, va cădea pe mâna milițiilor islamiste sprijinite de Turcia.

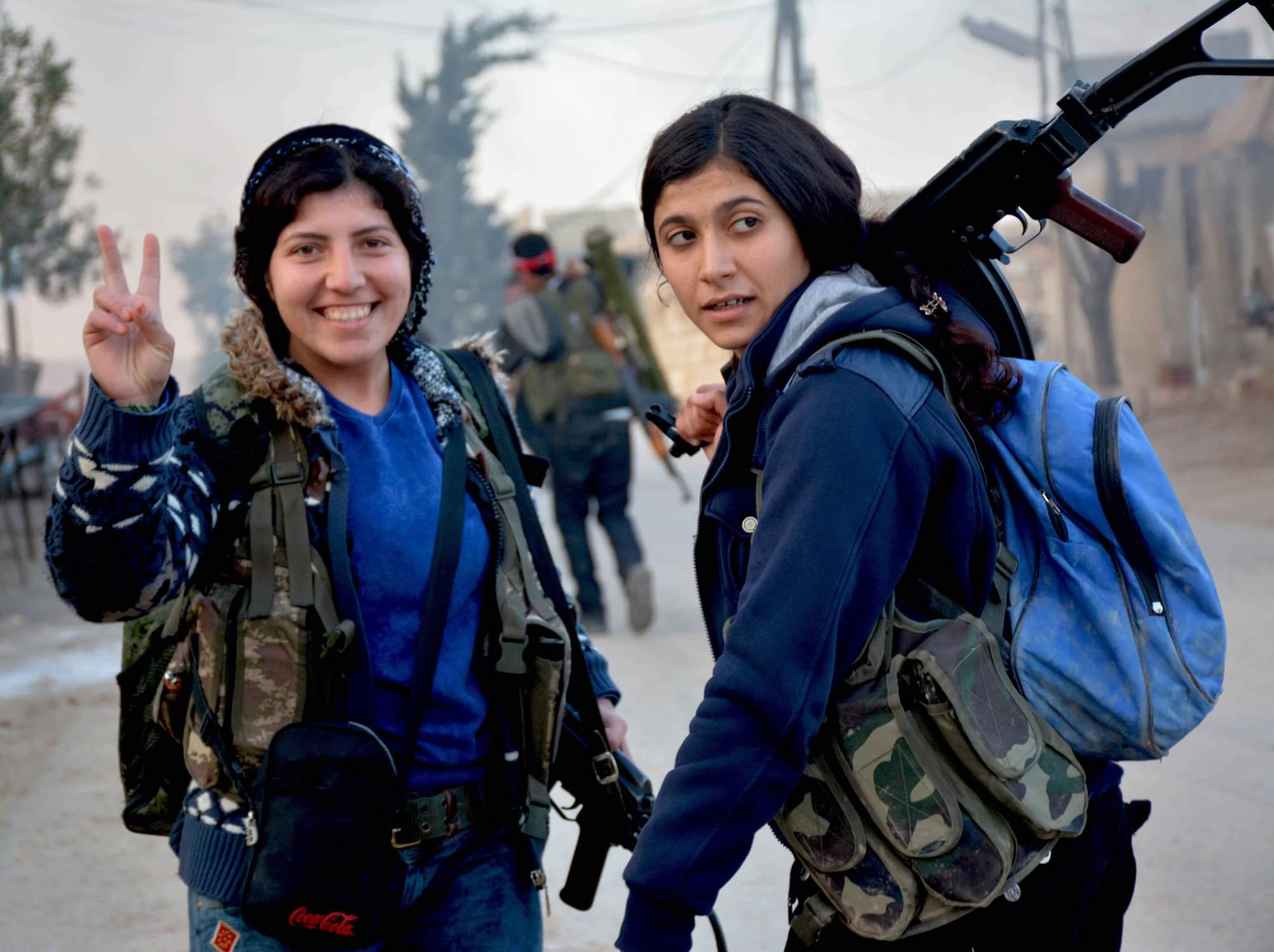
Luptătoare ale YPJ în timpul operațiunii din Regiunea Afrin.

Într-un discurs public de pe 26 ianuarie, Recep Tayyip Erdoğan a promis că țara sa va elimina militanții de pe toată lungimea frontierei cu Siria, adăugând că Ankara și-ar putea extinde operațiunile militare  din nord-est până în vestul Siriei, la frontiera cu Irakul. Forțele Democratice Siriene au replicat în aceeași zi că Turcia va primi „răspunsul potrivit” dacă își va extinde atacul.
Pe 27 ianuarie, ministrul turc al Afacerilor Externe Mevlüt Çavușoğlu a reluat apelul către Statele Unite de a-și retrage militarii din Manbij și de a „face pași mai concreți, nu doar vorbe”, în sensul încetării sprijinului pe care-l acordă YPG. Într-un interviu pentru Rudaw TV, colonelul Ryan Dillon, purtător de cuvânt al CJTF–OIR, referindu-se la Manbij, a declarat că „vom continua să operăm acolo până când ni se va ordona altceva”.
Tot pe 27 ianuarie, în primul caz al unui atac sinucigaș kurd asupra forțelor turce, s-a afirmat că luptătoarea Zuluh Hemo din YPJ (pseudonim de luptă „Avesta Habur”) ar fi aruncat o grenadă pe turela unui tanc turc, distrugându-l și ucigând doi militari turci și pe ea însăși. Atacul ar fi avut loc în timpul luptelor din satul al-Hammam. Armata turcă a negat că vreun soldat al său și-ar fi pierdut viața sau ar fi fost rănit în incident, afirmând în schimb că Hemo s-ar fi aruncat singură în aer cu o grenadă în gură.
Spre sfârșitul lunii ianuarie au fost publicate mai multe rapoarte care afirmau că voluntari occidentali, printre care americani, britanici și germani, s-au deplasat în Afrin pentru a participa la apărarea sa împotriva forțelor conduse de Turcia.

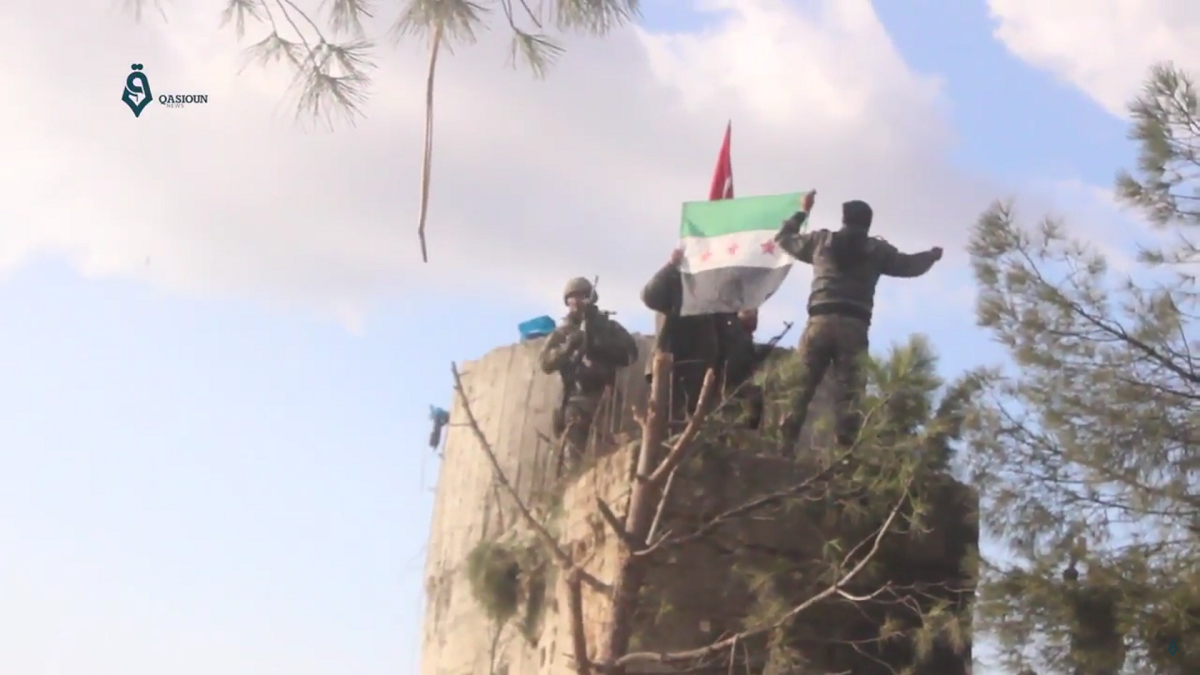
Luptători pro-turci flutură drapelul Turciei și steagul Siriei independente pe vârful Muntelui Barsaya, în timp ce strigă „Allāhu akbar”.

Pe 28 ianuarie, Agenția Anadolu a raportat prima victorie majoră a trupelor turce și aliaților lor, care au preluat controlul Muntelui Barsaya, o înălțime strategică din Afrin, după ce mai multe atacuri succesive, începând din 22 ianuarie, au eșuat în fața rezistenței îndârjite a forțelor kurde. Chiar în aceeași zi, FDS anunțaseră că au respins un prim atac, însă pozițiile lor au fost apoi supuse unor puternice lovituri aeriene. Un alt bombardament turc a distrus un important sit arheologic, templul Ain Dara, construit de arameeni în timpul mileniului I ÎC. Directoratul General pentru Antichități și Muzee din Siria, aflat în subordinea Ministerului Culturii, a condamnat bombardamentul: „Acest atac reflectă ura și barbarismul regimului turc împotriva identității siriene și împotriva trecutului, prezentului și viitorului poporului sirian”. Bombardamentul asupra sitului istoric a fost confirmat și de Observatorul Sirian pentru Drepturile Omului.
În altă dezvoltare din 28 ianuarie, FDS au anunțat că aviația turcă a bombardat intens barajul Midanki de pe râul Afrin.
Pe 29 ianuarie, generalul Joseph Votel, comandantul Statului Major General al Statelor Unite, a reiterat hotărârea guvernului american de a nu-și retrage militarii din Manbij. El a declarat că retragerea „nu este un lucru pe care îl analizăm”.
Pe 30 ianuarie, Agenția Anadolu a făcut public faptul că Forțele Aeriene Turce au lansat fluturași inscripționați în arabă, kurdă și turcă, îndemnând populația „să se opună PKK, PYD, YPG și ISIL”.
La începutul lunii februarie, unele grupări rebele care luptau de partea Turciei s-au retras din Afrin pentru a lupta împotriva armatei guvernamentale siriene.
Pe 3 februarie, într-o zi considerată „cea mai mortală” pentru trupele turce de la începerea operațiunii, Turcia a pierdut 7 militari, din care 5 au fost uciși când tancul lor a fost atacat de forțele kurde în satul Sheikh Haruz, la nord-est de Afrin. Ceilalți doi soldați fuseseră uciși anterior incidentului din Sheikh Haruz, unul în Afrin, celălalt în Turcia, la nord de frontiera cu Siria, într-un atac atribuit YPG. Premierul turc Binali Yıldırım a promis că milițiile kurde „vor plăti de două ori mai mult” pentru uciderea militarilor turci.
Pe 4 februarie, Agenția Anadolu a anunțat că trupele conduse de Turcia au capturat dealul Haruz de lângă satul Bulbul, afirmând că acesta reprezintă a 31-a poziție ocupată de Turcia de la începerea operațiunii. Tot pe 4 februarie, viceprim-ministrul Bekir Bozdağ a amenințat că, dacă grupările kurde „PYD/PKK” nu se retrag din Manbij, Turcia va ataca orașul și regiunea majoritar kurdă situată la este de Eufrat. El a acuzat Statele Unite că furnizează armament kurzilor, afirmând că SUA ar fi livrat grupărilor PYD și YPG circa 5.000 de camioane și 2.000 de TIR-uri încărcate cu armament.
Pe 6 februarie, un convoi venit din partea estică a nordului Siriei controlată de FDS, transportând luptători ai YPG, precum și yazidiți din YBȘ și YJÊ, a traversat teritoriul controlat de trupele guvernamentale siriene și a ajuns în orașul Afrin în urma unei înțelegeri aprobate de Damasc. Numărul luptătorilor din convoi este neclar, estimările presei situându-l între 500 și 5.000. S-a speculat că aprobarea înțelegerii, precum și oprirea temporară a raidurilor aeriene turcești în Afrin, s-au produs drept urmare a desfășurării trupelor turce în provincia Alep și doborârii, pe 3 februarie, a unui avion rusesc Su-25 de către rebelii din provincia Idlib, în apropierea căreia fuseseră deplasate trupele turce. Un comandant din rândul forțelor pro-guvernamentale siriene a declarat și că armata a desfășurat dispozitive de apărare antiaeriană și rachete antiaeriene în apropierea pozițiilor turce, având ca rază de acțiune întregul spațiu aerian din nordul Siriei, inclusiv Afrin. Totuși, conform surselor turce, închiderea temporară de către Rusia, începând cu noaptea de 4 februarie, a spațiului aerian sirian pentru Turcia, se datorează în realitate intenției Rusiei de a pune la punct un mecanism electronic de apărare împotriva lansatoarelor portabile de rachete. Aceeași sursă a precizat că dronele militare turcești pot opera în continuare în Afrin. Pe 9 februarie, la ora 12:00 AM (GMT+3), Rusia a redeschis spațiul aerian sirian pentru avioanele turcești.
Pe 10 februarie, un elicopter de atac T129 ATAK turcesc s-a prăbușit în Afrin, cei doi membri ai echipajului fiind uciși. Conform președintelui turc Erdoğan, Forțelor Democratice Siriene și OSDO, elicopterul a fost doborât. Prim-ministrul Turciei a confirmat și el doborârea elicopterului, spre deosebire de armata turcă. Aceasta s-a limitat să declare că a fost deschisă o investigație privind prăbușirea aparatului.

### Intervenția forțelor pro-guvernamentale siriene

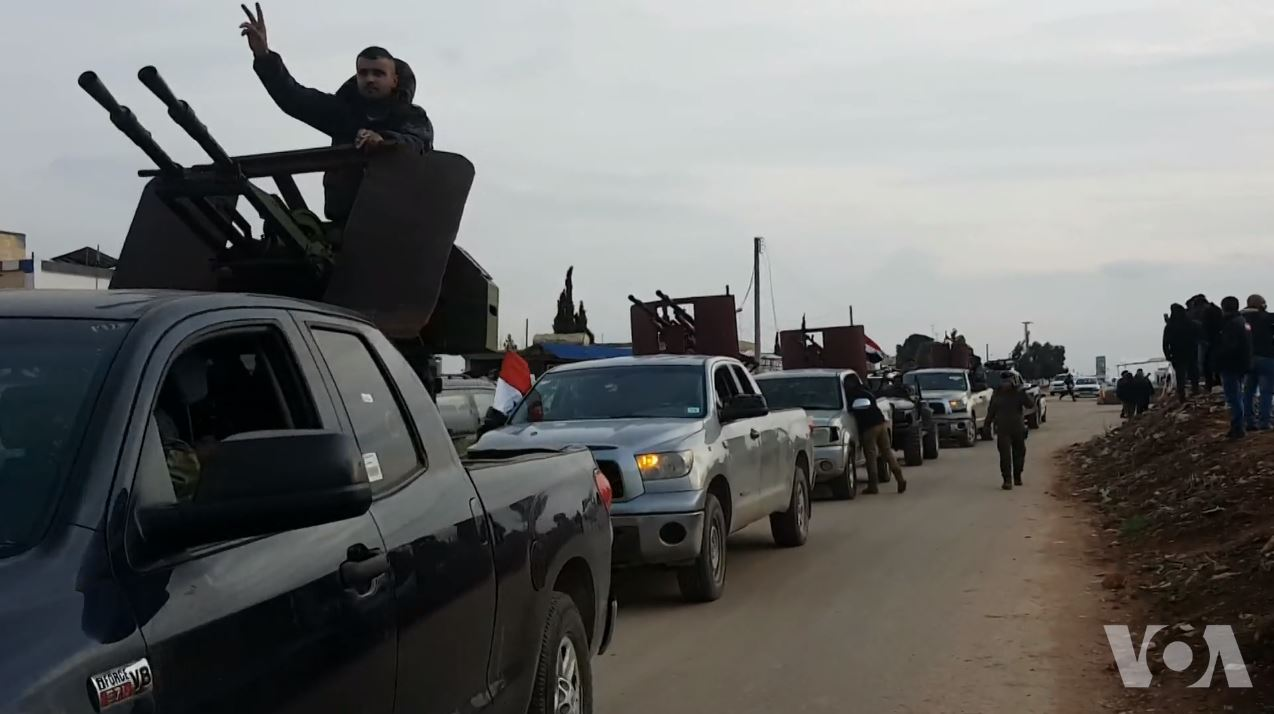
Miliții pro-guvernamentale siriene sosesc în Districtul Afrin.

Pe 19 februarie, Agenția siriană de știri SANA a anunțat că guvernul a încheiat un acord cu YPG din Afrin. Ministrul turc de externe Mevlüt Çavușoğlu a răspuns că Turcia consideră binevenite trupele siriene dacă acestea sosesc pentru a lupta împotriva YPG, declarând „Dacă este așa, atunci nu e nici o problemă. Totuși, dacă ei vor intra [în Afrin] pentru a proteja YPG/PKK, nimeni nu va putea opri armata turcă”. Nuri Mahmoud, un purtător de cuvânt al YPG, a declarat Al-Jazeera că formațiunile kurde au făcut apel la forțele guvernamentale „să păstreze Siria unită”, dar a adăugat că acestea nu au sosit încă. Totuși, Nuri a negat ulterior că ar exista un acord cu guvernul sirian în acest sens.
Pe 20 februarie, președintele Erdoğan a anunțat că Turcia a zădărnicit posibila dislocare a forțelor pro-guvernamentale siriene în Afrin după discuții cu președintele rus Vladimir Putin. Între timp, ministrul rus de Externe Serghei Lavrov a sugerat că situația din Afrin ar putea fi rezolvată prin dialog direct între Damasc și Ankara. În aceeași zi, Armata Siriană Liberă pro-turcă a reușit să conecteze zona Bulbul cu zona Azaz, după ce a preluat controlul asupra satului Deir al-Sawan.
În cursul aceleeași zile, 20 februarie, miliții pro-guvernamentale siriene, denumite „Forțele Populare”, au intrat în regiunea Afrin. Brigada Baqir, parte a rețelei de miliții a Forțelor Locale de Apărare (FLA), a anunțat că va conduce aceste forțe. Un convoi al trupelor pro-guvernamentale siriene a intrat în regiune pentru a sprijini YPG, dar a fost atacat cu „tiruri de avertizare” de trupele turce. Agenția Anadolu a afirmat că forțele pro-guvernamentale siriene s-ar fi retras la 10 km de Afrin în urma acestor tiruri. Agenția SANA a confirmat tirurile de artilerie turce, dar nu a menționat nici o retragere. Președintele Erdoğan a declarat că milițiile au fost respinse de artileria turcă, adăugând că respectivul convoi era alcătuit din „teroriști” care acționau independent. El a mai declarat că, „Din nefericire, acest tip de organizații teroriste fac pași greșiți în urma deciziilor pe care le iau. Noi nu putem permite asta. Vor plăti un preț foarte greu”.
Între timp, fostul copreședinte al PYD, Salih Muslim Muhammad, a negat orice acord politic cu guvernul sirian, afirmând că înțelegerea privind Afrin este pur militară. Pe 21 februarie 2018, mass-media de stat siriană a anunțat sosirea în regiune a unor efective suplimentare ale forțelor pro-guvernamentale siriene. Un comandant al alianței luptând pentru guvernul sirian a declarat că milițiile pro-guvernamentale din Afrin au răspuns cu foc după ce au fost atacate de rebelii pro-turci în noaptea precedentă.

### Faza finală. Capturarea orașului Afrin

O hartă pe zile a operațiunii turce în Afrin.

Pe 26 februarie, forțele YPG fuseseră respinse de pe aproape întreaga frontieră a Regiunii Afrin cu Turcia. În aceeași zi, viceprim-ministrul turc Bekir Bozdağ a anunțat desfășurarea unor forțe speciale de poliție în Afrin, pentru o nouă etapă a ofensivei.
Pe 1 martie, armata turcă a făcut public faptul că opt soldați turci au fost uciși în lupte, în timp ce alți 13 au fost răniți. OSDO a publicat faptul că loviturile aeriene turcești din timpul nopții împotriva satului Jamaa au ucis 17 luptători pro-guvernamentali. O declarație de presă a agenției de știri Doğan afirma că un elicopter turc ce evacua răniți a trebuit să se întoarcă după ce a fost lovit de tiruri trase de la sol. Conform OSDO, 36 de membri ai milițiilor guvernamentale au fost uciși, două zile mai târziu, de bombardamentele aeriene turce împotriva unei tabere din Kafr Jina.
Pe 3 martie, forțele pro-turce au afirmat că au capturat orașul Rajo, unul din cele mai importante puncte de rezistență kurde din vestul Afrinului. S-a raportat că forțele conduse de Turcia ar fi străpuns rapid liniile de apărare din Rajo și l-ar fi capturat într-o oră. Totuși, OSDO a publicat faptul că în oraș încă se dau lupte, deși ASL pro-turcă ar fi capturat 70% din el. De asemenea, ASL pro-turcă a susținut că a capturat satul Badinli, muntele Bafilyun situat la vest de Azaz, satele Ramadiyah și Hamelika din districtul Jinderes, satul Shamanli din zona Sheran și satele Ali Bazan și Karaknli, avansând mult mai rapid în ultimele zile.
Pe 4 martie, Rajo era încă supus unui puternic bombardament turcesc, în timp ce ASL pro-turcă încerca să preia controlul deplin asupra orașului. FDS au confirmat că forțele pro-turce au intrat în oraș și că luptele continuau pe toată durata dimineții. Ulterior, în cursul aceleiași zile, OSDO a raportat că părți mari din Rajo au fost capturate, iar ASL pro-turcă a intrat în Shaykh al-Hadid. Pe 5 martie, OSDO a confirmat completa capturare a Rajo de către ASL pro-turcă.
Pe 6 martie, FDS au anunțat că au deplasat în Afrin 1.700 de membri de pe frontul din valea Eufratului Mijlociu, în Guvernoratul Deir ez-Zor. Plecarea luptătorilor FDS către Afrin a fost confirmată de colonelul Thomas Veale, Director pentru Relații Publice al CJTF–OIR.
Pe 8 martie, armata turcă și formațiuni ale ASL pro-turce au capturat orașul Jandairis și barajul 17 Aprilie, și au ajuns la periferiile orașului Afrin pe 10 martie. Pe 13 martie, Turcia a anunțat că Afrin e înconjurat, că forțele turce sunt pregătite să atace centrul orașului și că atacul este iminent. În ziua următoare, opt luptători pro-guvernamentali sirieni au fost uciși în urma unui bombardament aerian turc împotriva postului lor de pază de pe o șosea spre Afrin.
Pe 18 martie, forțele turce au raportat că au preluat complet controlul centrului orașului. După capturarea Afrinului, părăsit deja de majoritatea locuitorilor săi, forțele pro-turce au început să jefuiască orașul. În replică, İbrahim Kalın, purtătorul de cuvânt al președinției Turciei, a declarat că vor fi luate măsurile necesare pentru rezolvarea situației. Pe 19 martie, ministerul sirian de Externe a cerut retragerea imediată a Turciei din Afrin, afirmând, în două scrisori trimise Secretarului General al ONU și conducerii Consiliului de Securitate, că ocupația turcă este „ilegală și contrazice principiile și scopurile Cartei ONU și legile internaționale”.
Înaltul Comisar al Națiunilor Unite pentru Drepturile Omului, Zeid Ra’ad Al Hussein, a declarat, referindu-se la capturarea orașului: „În orașul Afrin, care a fost capturat ieri de forțele turce, zeci de civili au fost uciși sau răniți de bombardamente aeriene, bombardamente la sol și dispozitive explozive, iar alte mii s-au refugiat”.

### Avansul forțelor pro-turce în zonele deținute de YPG/FNA
Pe 21 martie, Forțele aeriene ale Turciei au bombardat poziții ale trupelor siriene din localitățile Kimar și Barad. Spre seară, alianța turcă a capturat cele două așezări, avansând până la câțiva kilometri de Nubl și Al-Zahraa.
Pe 25 martie, președintele turc Erdoğan a anunțat că operațiunea își va atinge scopul după ocuparea localității Tal Rifaat.

## Compoziția forțelor
The Independent a reprodus acuzații că Turcia ar folosi în rândul forțelor sale un contingent de foști luptători ai Statului Islamic în Irak și Levant (SIIL). Un fost militant al SIIL ar fi declarat: „Majoritatea celor ce luptă în Afrin împotriva YPG sunt din SIIL, deși Turcia i-a antrenat să-și schimbe tacticile de atac”. Faraj, așa cum se numește respectivul militant, a adăugat: „La începutul operațiunii sale, Turcia a încercat să inducă în eroare publicul, afirmând că luptă împotriva SIIL, dar antrenează în realitate membrii SIIL și îi trimite în Afrin”.
Printre forțele sprijinite de Turcia au fost remarcați și alți luptători jihadiști. Un videoclip publicat pe internet înfățișa câțiva comandanți ai ASL pro-turce lăudându-se cu bătăliile anterioare în care au luptat, inclusiv cele de la Tora Bora (fosta bază a lui Osama bin Laden), Groznîi și Daghestan, concluzionând apoi: „iar acum ne cheamă Afrinul”.
Spre sfârșitul lunii ianuarie au fost făcute publice mai multe rapoarte privind faptul că luptători occidentali, printre ei americani, britanici și germani, s-au mutat în Afrin pentru a lua parte la apărarea sa împotriva forțelor pro-turce. Pe 12 februarie, 2 luptători străini, cetățeanul francez Olivier François Jean Le Clainche și cel spaniol Samuel Prada Leon, au fost uciși în Afrin. Pe 24 februarie, activistul islandez Haukur Hilmarsson, care lupta de partea YPG, a fost ucis într-un bombardament aerian turc în Afrin. Pe 9 martie s-a raporta că trei luptători străini cu cetățenie turcă, aparținând MLKP, au fost uciși în Afrin.

## Insurgența Forțelor Democratice Siriene

### Campania de gherilă a YPG
Un purtător de cuvânt al PYD a anunțat la scurtă vreme după capturarea orașului Afrin că forțele FDS vor continua să lupte împotriva forțelor pro-turce folosind tactici de gherilă. Pe 4 mai, YPG au declarat că vor considera drept ținte legitime familiile membrilor grupărilor rebele pro-turce active în regiunea Afrin, precum și pe refugiații neprovenind din regiune care vor fi colonizați în Afrin. La începutul verii 2018 a fost înființat centrul de operații „Furia măslinilor”, care a devenit activ în toate zonele din Siria ocupate de Turcia. YPG au negat vreo afiliere cu acesta.
În mai 2018, o insurgență extinsă a izbucnit în districtul Afrin, pe măsură ce rezistenți ai YPG și militanți aliați, supranumindu-se „Șoimii Afrinului”, au început să comită atentate cu bombă, ambuscade și asasinate împotriva armatei turce, milițiilor pro-turce și simpatizanților civili ai acestora. Insurgenții au fost ajutați în încercările lor de a destabiliza regimul impus de Turcia în Afrin de frământările care încă dominau regiunea. Ostilitatea a rămas crescută între localnicii preponderent kurzi și refugiații preponderent arabi care au fost colonizați în regiune după ocupație, în timp ce câteva grupări pro-turce au continuat să cauzeze probleme de securitate. În ciuda încercărilor Turciei de a le antrena și disciplina, aceste miliții s-au ciocnit uneori violent între ele și au terorizat locuitorii civili. O grupare a Armatei Siriene Libere pro-turce a început să-și împodobească vehiculele cu portrete ale lui Saddam Hussein, care comisese un genocid împotriva kurzilor din Irak. Kurzii din Afrin au considerat acest lucru drept o încercare de umilire a unor membri suspectați de apartenență la PKK.
La jumătatea anului 2018 insurgența era concentrată în special în zonele rurale și periferiile orașului Afrin, unde Forțele Aeriene Turce au bombardat rezistența YPG la începutul lunilor mai și iulie. În mai, o operațiune a YPG a condus la uciderea fostului comandant al grupării Poliția Ghoutei de Est Libere, Jamal al-Zaghloul, ale cărei forțe fuseseră însărcinate să asigure operațiunile polițienești în Afrin după ocupație. El a fost ucis de o mină în al-Basouta, la sud de orașul Afrin. După moartea sa, YPG au reafirmat că „oricine are legătură cu forțele invadatoare devine ținta noastră”. Pe 26 august, YPG au publicat un film al asasinării in Babili a lui Abu Muhammad Al-Shmali, un comandant al Legiunii al-Rahman.
Insurgenții au comis și un mic număr de atentate urbane cu bombă în zona de ocupație turcă. Pe 27 iunie, două bombe au exlodat în centrul Afrinului și au provocat 9 morți și mulți răniți. Atentatele au fost revendicate de Șoimii kurzi ai Afrinului, care au declarat că nu sunt afiliați cu nici o altă grupare politică sau militară kurdă și că „acțiunile lor sunt independente. Alte atentate majore au fost duse la îndeplinire în Jarablus pe 7 iulie (șapte răniți), al-Bab pe 8 iulie (câțiva uciși), și din nou în centrul Afrinului, pe 22 august (cel puțin un mort). Nu a fost întotdeauna clar, totuși, cine este responsabil pentru atentate, rămășițe ale Statului Islamic și loialiști guvernamentali sirieni fiind și ei suspectați de comiterea unora dintre atacuri. Spre sfîrșitul lui august 2018, 108 de rebeli pro-turci și soldați turci fuseseră uciși în atacuri de gherilă kurde. La începutul lui septembrie, atacuri au fost comise și în pădurile de la periferiile Afrinului.

## Acuzații privind crime de război

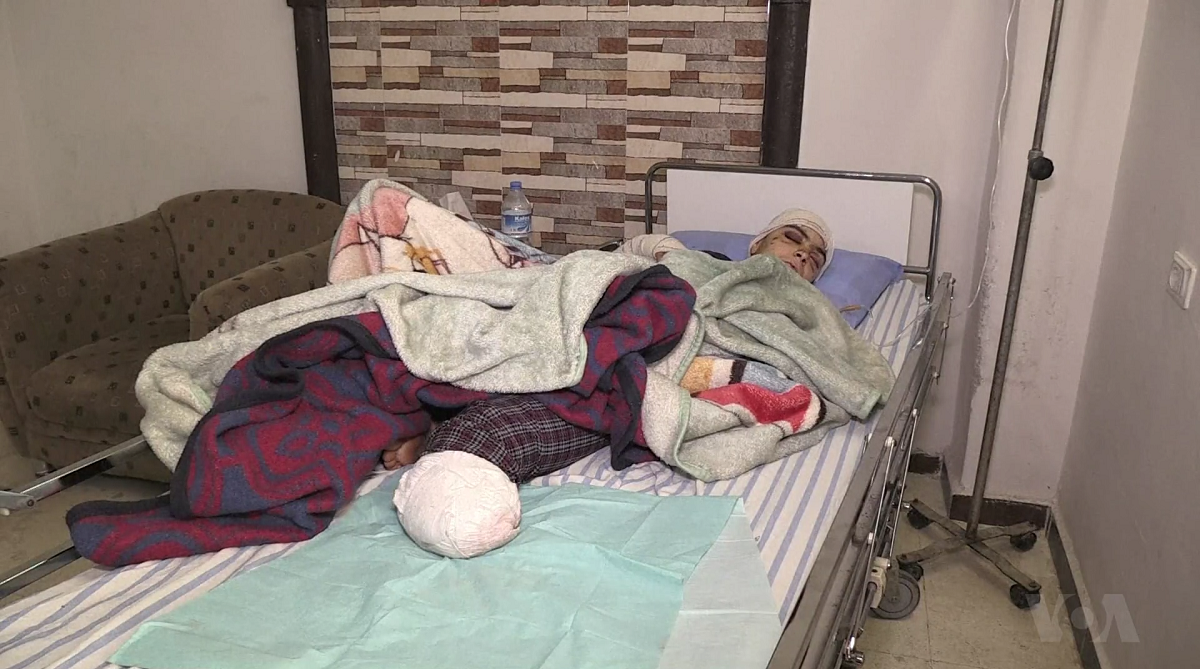
Un civil rănit de raidurile aviației turce în Afrin.

Conform Human Rights Watch (HRW), grănicerii turci deschid nediscriminatoriu focul împotriva civililor care încearcă să fugă din zona de conflict și să se refugieze în Turcia. Directorul adjunct pentru Orientul Mijlociu al HRW a declarat: „Sirienii care fug spre granița turcă în căutarea siguranței și azilului sunt obligați să se întoarcă prin gloanțe și abuz”. Mai mulți martori, și ei solicitanți de azil, au afirmat că au fost bătuți, au suferit abuzuri și nu li s-a permis accesul la tratament medical. Declarația oficială a HRW a solicitat Turciei să „respecte principiul nereturnării, care interzice respingerea solicitanților de azil la frontieră atunci când acest lucru i-ar expune amenințării persecuțiilor, torturii și pericolelor la adresa vieții și libertății. De asemenea, Turcia trebuie să respecte dreptul la viață și integritate corporală, inclusiv interdicția absolută a aplicării de relelor tratamente sau tratamentelor degradante.”
La sfârșitul lunii ianuarie 2018, oficiali kurzi au acuzat Turcia de folosirea napalmului în timpul invaziei, o armă interzisă. Forțele armate turce au negat folosirea napalmului: „Armamentul chimic, biologic, napalmul și alte muniții similare sunt interzise de legile și tratatele internaționale. Ele nu sunt folosite de Forțele Aeriene. Astfel de muniție nu se află în inventarul Forțelor Armate Turce”.
La mai puțin de o săptămână de la începerea operațiunii, cel puțin 66 de civili fuseseră uciși de raidurile aeriene și bombardamentele turce. Oficialul FDS Redur Xelil a acuzat Turcia de comiterea unor crime de război.
Un film distribuit pe rețelele de socializare a prezentat ceea ce s-a raportat a fi cadavrul mutilat al unei luptătoare din YPJ, având sânii tăiați. Cadavrul era înconjurat de luptători ai milițiilor pro-turce, conform Observatorului Sirian pentru Drepturile Omului (OSDO), care spuneau „să le fie rușine că trimit femei să lupte”, în timp ce batjocoreau cadavrul. Rami Abdulrahman, președintele OSDO, a condamnat incidentul, considerându-l „o crimă”. Conform agenției de presă pro-PKK Firat News, luptătoarea YPJ, care se numea Barin Kobanê, a luptat până la sfârșit, apoi s-a aruncat în aer cu o grenadă. Armata Siriană Liberă pro-turcă a declarat că va investiga dacă luptătorii săi au mutilat cadavrul membrei YPJ.
La scurtă vreme, un alt film distribuit pe rețelele de socializare înfățișa soldați turci călcând și lovind cadavrul unei luptătoare a YPG. În aceeași perioadă au fost publicate în spațiul virtual mai multe videoclipuri, inclusiv unul care arăta soldați turci bătând un civil kurd în timp ce-l interogau.
Publicații siriene și kurde au acuzat forțele turce de bombardarea unor școli. OSDO a raportat și el că Turcia a bombardat un centru pentru distribuția apei din apropierea orașului Afrin, lăsând mai mult de 100.000 de civili fără apă. Turcia a respins acuzațiile.
De la începerea operațiunii Turciei, Agenția Anadolu a afirmat că a înregistrat 7 civili uciși și 107 răniți în 90 de atacuri comise de YPG în provinciile Kilis și Hatay.
Pe 16 februarie, YPG au acuzat Turcia de folosirea unui gaz de atac ce ar fi intoxicat mai multe persoane. OSDO a confirmat incidentul și a adăugat că mai multe persoane au avut pupilele dilatate și dificultăți respiratorii. De asemenea, agenția siriană guvernamentală de știri SANA, citând un medic al unui spital din Afrin, a menționat incidentul. Turcia a negat folosirea substanțelor chimice, afirmând că acuzațiile sunt „lipsite de substanță”.
Pe 22 februarie, publicații pro-guvernamentale siriene au acuzat Turcia de bombardarea convoaielor umanitare aflate în drum spre Afrin. Drept rezultat, Crucea Roșie Arabă Siriană și-a suspendat toate convoaiele cu ajutoare spre Afrin din cauza pericolului la care ar fi supuse.
În aceeași zi a fost publicat un film care înfățișa rebeli pro-turci executând un civil care conducea un tractor agricol. Același grup a postat ulterior un nou film, care prezenta execuția sumară a șase civili, inclusiv o femeie, lângă orașul Jendires.

## Consecințe economice
Prim-ministrul turc a declarat că economia Turciei nu va fi afectată de operațiune.
Pe 7 mai, agenția Moody's a retrogradat ratingul Turciei, motivând acest lucru prin erodarea statului de drept sub conducerea președintelui Recep Tayyip Erdoğan și declarând că ofensiva din Afrin, care a înrăutățit relațiile Turciei cu Washingtonul și a implicat și mai mult țara în războiul civil din Siria, au adăugat un risc geopolitic suplimentar.

## Reacții în Turcia
În Istanbul, birourile Partidului Democratic al Poporului (HDP) au fost atacate de suporteri ai operațiunii militare, care au vandalizat clădirea și au inscripționat pe ziduri mesaje sexiste și rasiste.
Sentimentul general anti-american este în creștere de la începerea operațiunii militare din Afrin. Un sondaj de opinie efectuat în timpul acesteia constata că 90% dintre repondenți consideră că Statele Unite se află „în spatele” PKK și YPG. İbrahim Karagül, editorul șef al publicației pro-AKP Yeni Șafak, nota că Statele Unite sunt inamicul real și că au în plan „să împartă și să distrugă Turcia” aliindu-se cu PKK și SIIL. El a făcut apel ca baza aeriană İncirlik să fie închisă, deoarece, „de când a izbucnit războiul din Siria, organizațiile teroriste sunt controlate din această bază”. El a mai atras atenția că, dacă nu va fi închisă, „va veni vremea când mii de oameni vor înconjura și asedia baza İncirlik”.
Compania Turcă de Radio și Televiziune (TRT World) a raportat că Armata Siriană Liberă „a capturat de la YPG o armă care se crede că a fost furnizată FDS de către Statele Unite”.

### Organizații din Turcia
Partidul Mișcarea Naționalistă, Partidul İYİ, Partidul Republican Popular și Partidul Patriotic au anunțat că sprijină intervenția militară, în timp ce Partidul Democratic al Poporului, Partidul Comunist Turc și Partidul Muncitoresc se opun acțiunii Turciei.
La mai puțin de o săptămână după începerea operațiunii, İsmail Kahraman, președintele Marii Adunări Naționale a Turciei și vicepreședinte al partidului guvernamental AKP, a chemat la jihad deschis în Afrin. He said: "Look, we are now in Afrin. We are a big state. Without jihad, there can be no progress, one cannot stand on their feet." When on 7 March a HDP deputy criticised the government for planning "ethnic cleansing" in Afrin, deputies of the governing AKP party physically attacked their HDP colleagues in parliament, leaving two HDP deputies injured.
Asociația Medicală Turcă a declarat că războiul s-au putea sfârși printr-o tragedie umană pe scară largă. Președintele Erdoğan a răspuns numindu-i pe doctorii din asociație „jeguri”, „agenți ai imperialismului” și „iubitori ai teroriștilor”. Ministrul turc de Interne a deschis apoi o anchetă privind asociația. Cel puțin 11 medici au fost arestați. Erdoğan a declarat că asociației medicale i se va retrage adjectivul „Turcă” din denumire și a clarificat că organizația „nu va mai putea folosi nici noțiunea de turcism, nici pe cea de Turcia”. El a adăugat apoi: „Această instituție nu are nimic de-a face cu turcismul și nimic în ceea ce o privește nu este vrednic de noțiunea de turcism”.
Patriarhul Ecumenic de Constantinopol, Bartolomeu I, și-a declarat sprijinul pentru operațiunea turcă.
Patriarhia Armeană de Constantinopol a susținut într-o declarație că armenii din Turcia se roagă pentru soldații turci „care luptă împotriva terorismului”. Yetvart Danzikian, redactorul-șef al ziarului turc de limbă armeană „Agos”, a declarat că e greșit să se creadă că armenii sunt de acord cu Patriarhul. El a adăugat că în Turcia bate „un puternic vânt naționalist”, iar criticarea operațiunii ar duce la arestare și închisoare.

### Restricții media și arestări în Turcia
Miniștrii guvernului turc au ordonat presei să respecte o listă de 15 puncte cu „așteptări” în privința raportării conflictului. Lista include interdicția de a menționa atacuri asupra civililor sau proteste împotriva ofensivei militare, solicită folosirea drept surse de informații doar a comunicatelor guvernamentale și cere ignorarea comunicatelor „cozilor de topor domestice ale PKK”, incluzând în această categorie Partidul Democratic al Poporului (HDP), și insistă pe redactarea articolelor având în minte doar „interesul național” și „jurnalismul patriotic”. Ziariștii au fost instruiți să nu publice „articole de știri care să crească moralul PKK/PYD”. Organizația Reporteri fără frontiere a remarcat că scopul acestor directive reprezintă în principal „punerea mass-mediei turce în serviciul guvernului și a scopurilor sale de război”.
Într-un articol publicat pe 1 martie 2018 și intitulat „Nimeni în Turcia nu îndrăznește să raporteze corect războiul din Siria”, The Economist rezuma că „climatul de teamă, continua stare de urgență și fanatismul naționalist declanșate de lovitura militară au făcut imposibilă acoperirea jurnalistică obiectivă a războiului din Afrin” și arăta cu degetul spre arestări, considerându-le o „armă folosită în ultimă instanță”, alături de un „sistem nuanțat de stimulente și sancțiuni”.
Până pe 23 ianuarie 2018, cel puțin 24 de jurnaliști care au scris articole împotriva operațiunii militare fuseseră arestați. Suplimentar, au fost efectuate sute de arestări ale unor persoane cunoscute, printre care politicieni sau activiști, pentru postări pe rețelele sociale în care criticau operațiunea. Biroul Procurorului Șef al Anatoliei a declarat că postările reprezentau infracțiuni prescrise de articole ale codului penal al Turciei, inclusiv Articolul 301, care interzice insultarea publică a oficialilor sau a președintelui, defăimarea națiunii turce și răspândirea propagandei teroriste. Într-o conferință de presă, prim-ministrul turc Binali Yıldırım a declarat că „mass-media pe rețelele sociale nu înseamnă mass-media iresponsabilă, am început să-i tragem la răspundere pe respectivii pentru infracțiunile comise aici. Nu-i vom accepta niciodată pe cei care încearcă să păteze o operațiune în sprijinul păcii”.
După o emisiune de știri de la Radio-Televiziunea Turcă (RTT), o prezentatoare a fost investigată de departamentul de știri al RTT după ce a declarat în direct că unii civili ar fi murit în urma unor bombardamente turcești. Departamentul de știri a publicat o declarație care rezuma că: „după această eroare regretabilă, prezentatoarea noastră a fost imediat retrasă din emisie, iar o colegă nouă a fost desemnată să o înlocuiască. De asemenea, a fost lansată o investigație împotriva prezentatoarei noastre”.

### Reacții media
Principalele ziare populare turce au publicat pe prima pagină articole însoțite de titluri precum: „Am spus că vom lovi, în ciuda Statelor Unite și Rusiei. Lovim trădătorii” (Sözcü), „I-am lovit în bârlogul lor” (Sabah), „Pumn de oțel împotriva terorii, ramură de măslin pentru civili” (Habertürk) sau „Avioanele noastre țintesc Afrin. Inima Turciei bate ca una singură” (Hurriyet).

## Reacții în Siria
Ministrul Sirian de Externe a condamnat „agresiunea turcă împotriva orașului Afrin”, numindu-l „o parte inseparabilă a Siriei”. Președintele sirian Bashar al-Assad a denunțat invazia turcă drept terorism, declarând că „agresiunea Turciei în orașul sirian Afrin nu poate fi separată de politica urmată de regimul turc de la izbucnirea crizei siriene și construită pe sprijinul pentru terorism și diverse grupări teroriste”.

### Alți actori regionali
- Coaliția Națională Siriană sprijină operațiunea comună a Armatei Naționale Siriene și Forțelor Armate Turce, considerând-o o continuare a luptei împotriva „regimului tiranic și a aliaților săi, organizațiile teroriste iraniene”. Coaliția a numit Partidul Muncitorilor din Kurdistan, Unitățile de Apărare a Poporului și Partidul Uniunea Democratică organizații teroriste și a chemat la înlăturarea „pericolului lor din Siria”. Coaliția Națională Siriană a subliniat: „consilii locale alese vor prelua administrarea orașelor și satelor eliberate de sub autoritatea grupărilor teroriste și a statu quo-ului pe care acestea căutau să-l stabilească”.[269]
  -  Consiliul Turkmen Sirian, prin președintele Emin Bozoğlan, a declarat că „eram informați că grupările teroriste PYD/PKK își vor transfera armamentul la Raqqa, unde colaborau de ani buni cu forțele regimului sirian”. El a mai spus că Turcia ar trebui să ia „în mod absolut” toate măsurile necesare în această privință.[270]
  -  Consiliul Național Kurd (CNK) din Siria, parte a Consiliului Național Sirian (CNS), a condamnat operațiunea militară turcă din Afrin. Într-o declarație din 22 ianuarie, CNK a „respins categoric” declarația CNS privind sprijinul față de operațiune, afirmând că a fost publicată fără o consultare anterioară cu CNK. CNK a mai cerut și oprirea bombardamentelor și operațiunilor militare ale Turciei în Afrin.[271][272]

- YPG au făcut public faptul că „vor răspunde provocării turce, din moment ce civilii au fost atacați”.[273][274] Comandantul general al YPG în Afrin a declarat: „Știm că, fără permisiunea puterilor globale și în principal a Rusiei, ale cărei trupe erau cantonate în Afrin, Turcia nu poate ataca civili folosind spațiul aerian al Afrinului. Considerăm, deci, Rusia la fel de responsabilă ca și Turcia și subliniem că Rusia este partenerul în crimă al Turciei la masacrarea civililor din regiune”.[275][276]

- Populația siriană din Guvernoratul Idlib a denunțat decizia rebelilor de a ajuta Turcia în campania ei din Afrin în timp ce guvernul sirian conduce o ofensivă activă și de succes în regiune.[277]

- Partidul Comunist Muncitoresc a condamnat și el intervenția turcă.[278]

## Reacții internaționale

### Membri ai ONU
- Azerbaidjan: Purtătorul de cuvânt la Ministerului Afecerilor Externe, Hikmət Hacıyev, a declarat că Azerbaidjanul înțelege perfect preocupările Turciei în privința securității sale în fața „amenințării teroriste”. Hacıyev a mai spus: „Azerbaidjanul, care a suferit din cauza terorismului, condamnă toate formele și manifestările de terorism și sprijină eforturile comunității internaționale în lupta împotriva acestei amenințări”.[279]

- Bulgaria: Președintele Bulgariei a condamnat operațiunea și a insistat ca Uniunea Europeană să intervină pentru oprirea ei.[280][281]

- Cipru: Republica Cipru condamnă invazia turcă în Afrin drept „ilegală” și subliniază că rezolvarea crizei siriene nu poate fi asigurată pe cale militară.[282]

- Egipt: Egiptul a condamnat intervenția militară a Turciei în regiunea Afrin și a declarat că o consideră o amenințare serioasă a suveranității Siriei.[283]

- Franța: Ministrul pentru Europa și Afaceri Externe Jean-Yves Le Drian a solicitat, la câteva ore după invazia turcă în Afrin, o întrunire de urgență a Consiliului de Securitate al ONU. El a indicat pe Twitter că întrunirea ar trebui să discute și crizele din Ghouta și Idlib.[284]

- Germania: Rainer Breul, purtătorul de cuvânt adjunct al Ministerului Afacerilor Externe german, a declarat că „Turcia are interese de securitate legitime de-a lungul graniței sale cu Siria. Sperăm și ne așteptăm ca Turcia să continue să exercite reținere militară și politică”. Breul a mai adăugat că Germania crede că activitățile militare în nordul Siriei trebuie să se concentreze pe SIIL și organizațiile lui teroriste succesoare din regiune.[285]

- Iran: Un purtător de cuvânt al Ministerului Iranian de Externe a declarat: „Iranul speră că operațiunea va fi oprită imediat, pentru a preveni o adâncire a crizei în regiunile învecinate Turciei și Siriei. O criză continuă în Afrin poate avantaja (..) grupările teroriste din nordul Siriei”.[286]

- Olanda: Ministrul olandez al Afacerilor Externe, Halbe Zijlstra, a spus că Turcia are dreptul să se apere și să-și apere granițele, dar a făcut în același timp apel la Turcia să dea dovadă de reținere. El a mai menționat, într-o scrisoare către parlamentul olandez, că ofensiva turcă în Afrin va avea un impact asupra luptei comune împotriva SIIL. El ia în considerare acest lucru deoarece luptătorii kurzi ai YPG, care luptă alături de coaliția internațională împotriva SIIL, sunt acum atacați de Turcia. Mai mult, ministrul speră să obțină mai multe informații de la autoritățile turce în privința operațiunii; dacă totuși acest lucru nu va fi posibil, ministrul va solicita clarificări la următoarea întrunire a NATO.[287]

- Qatar: Purtătoarea de cuvânt a Ministerului Afacerilor Externe, Lulwah Rashif Al-Khater, a declarat că: „Lansarea operațiunii militare de către Turcia sâmbăta trecută a fost motivată de îngrijorările legitime legate de interesul său național și de securitatea granițelor sale, pe lângă protejarea integrității teritoriale a Siriei în fața pericolului secesiunii. Turcia, membru NATO, a fost întotdeauna un factor de stabilitate în regiune”.[288]

- Regatul Unit: Boris Johnson, Secretarul de Stat pentru Afaceri Externe și Commonwealth, a spus: „Urmărim atent desfășurările din Afrin. Turcia are dreptate să dorească să-și mențină granițele sigure. Împărtășim țelul reducerii violenței și al menținerii atenției pe sarcina cea mai importantă: un proces politic în Siria care să ducă la sfârșitul regimului Asad”.[289]

- Rusia: Ministrul Rus de Externe Sergei Lavrov a calificat operațiunea Turciei drept „nebunească”,[290] adăugând însă că „acțiunile unilaterale” ale Statelor Unite în Iran și Siria au „înfuriat” Turcia.[291] Ministerul de Externe al Rusiei a precizat că Moscova urmărește atent situația din Afrin și că este îngrijorată de știrile privind angajamentul militar turc din regiune. Ministerul Apărării al Rusiei a afirmat că Rusia și-a retras trupele din zona siriană Afrin, ținta ofensivei turce.[266]

- Statele Unite: Un purtător de cuvânt al Pentagonului a afirmat: „Încurajăm toate părțile să evite escaladarea și să se concentreze pe sarcina cea mai importantă, înfrângerea Statului Islamic”. Purtătorul de cuvânt a adăugat apoi că Statele Unite înțeleg îngrijorarea Turciei cu privire la PKK, dar ar dori să vadă o reducere a violenței și o concentrare în schimb pe lupta împotriva Statului Islamic.[292] Heather Nauert, o purtătoare de cuvânt a Departamentului Apărării, a făcut apel la Turcia să nu se implice în nici o invazie în Afrin, repetând o declarație a Secretarului de Stat Rex Tillerson, care asigurase anterior că Statele Unite nu au nici o intenție de înființare a unei forțe de grăniceri formată din membri ai FDS la frontiera turco-siriană, afirmând că subiectul, care a inflamat autoritățile de la Ankara, a fost „prezentat greșit” în presă.[266]

### Organizații supranaționale
- NATO: Secretarul General Adjunct Rose Gottemoeller a declarat următoarele în Istanbul: „dintre toți Aliații NATO, Turcia este cea mai expusă instabilității și haosului generat dinspre Orientul Mijlociu. Țara dumneavoastră a suferit o serie de atacuri teroriste brutale și vreau să știți că NATO este solidar cu Turcia în lupta împotriva terorismului”. [293]

- Uniunea Europeană: Înaltul Reprezentant al Uniunii pentru Afaceri Externe și Politică de Securitate, Federica Mogherini, s-a declarat „extrem de îngrijorată” și a solicitat discuții cu oficialii turci. Ea și-a exprimat îngrijorarea din două motive: „Pe de o parte este latura umanitară — trebuie să ne asigurăm că accesul la ajutor umanitar este garantat și că populația civilă nu suferă din cauza activităților militare de pe teren”. Al doilea motiv este că ofensiva „poate pune serios în pericol reluarea convorbirilor de pace de la Geneva, care credem că ar putea cu adevărat aduce o pace pe termen lung și securitate pentru Siria. [294]

### Alte entități politice
- Ciprul de Nord: Într-o postare pe Twitter, prim-ministrul cipriot turc Hüseyin Özgürgün a susținut că cea mai mare dorință a lui este  succesul operațiunii din Afrin.[295]

- Biroul ziarului cipriot turk Afrika a fost distrus după ce președintele turc Erdoğan a atras atenția într-un discurs public că ziarul a scris un articol intitulat „Încă o ocupație turcă”, referindu-se la similitudinile între operațiunea din Afrin și Invazia turcă a Ciprului. Erdoğan l-a numit „un titlu murdar”, iar discursul său a provocat o mulțime de 500 de protestatari să înconjoare biroul ziarului și să scandeze „Allah Akbar!”, să arunce cu ouă, cu pietre sau cu sticle de apă. Unii dintre manifestanți purtau steaguri cu figura lui Erdoğan. Mulțimea a intrat apoi în clădire și a distrus mobilierul, ferestrele și echipamentul. Poliția, prezentă la fața locului, a privit incidentele fără să intervină. Mustafa Akıncı, președintele Ciprului de Nord, a declarat că, în timp ce dezaprobă personal titlul articolului, „nu a gândit nici o clipă că ziarul ar trebui redus la tăcere”. El a calificat atacul drept „inacceptabil” și s-a deplasat la sediul redacției în timpul manifestației pentru a solicita suplimentarea pazei ziarului, dar a fost el însuși atacat de mulțime. Un „Marș pentru pace și democrație” a fost organizat de societatea civilă drept răspuns la atacarea sediului jurnalului.

- Irak
  -  Guvernul Regional al Kurdistanului: Parlamentul Kurd a condamnat invazia militară turcă din Afrin, solicitând Națiunilor Unite și comunității internaționale să oprească atacul.[300]
  -  Partidul Muncitorilor din Kurdistan (PKK): Ulkem Guneș, pseudonim de război Ciwal Simal, membră a YJA, aripa feminină a PKK, a declarat: „Rezistența din Afrin va inaugura revoluția în nord, în Kurdistan și Turcia”. Ea a chemat la rebeliune în Turcia. Discursul ei s-a încheiat cu „Trăiască rezistența în Afrin” și sloganul „Conducătorul Apo”.[301]
  -  Frontul Turkmenilor Irakieni (FTI): Aydin Maruf, parlamentar al FTI: „Suntem foarte conștienți că această operațiune vizează organizațiile teroriste din Afrin și nu populația locală sau pe frații noștri kurzi. Grupările armate având în acest moment baza acolo, în Afrin, constituie o amenințare serioasă la adresa Turciei și a întregii regiuni. Turkmenii din Irak, precum întotdeauna, sunt de partea Republicii Turce. Credem că această operațiune va servi la restabilirea păcii, prosperității și frăției în zonă. Prezența grupării teroriste PYD/PKK în districtul irakian Sinjar deranjează toate grupurile etnice din regiune. Credem deci că este important să lansăm o operațiune similară în Sinjar.”[302]

- Kosovo: Poliția kosovară a interzis desfășurarea unui eveniment intitulat „Libertate pentru Kurdistan”. Motivul oficial oferit de poliție a fost că organizatorii nu dețin autorizație și că „persoane necunoscute ar putea încerca să provoace un incident în timpul evenimentului, care ar putea avea urmări”. Mass-media turcă a lăudat interdicția, afirmând că evenimentul ar fi urmărit propagarea propagandei pro-teroriste. Ministrul turc al Administrației Publice, Mahir Yağcılar, a condamnat evenimentul programat, numindu-l „o provocare”, și a îndemnat populația să evite activitățile care ar deteriora imaginea Republicii Kosovo și relațiile acesteia cu Turcia.[303][304]